# Hatsan

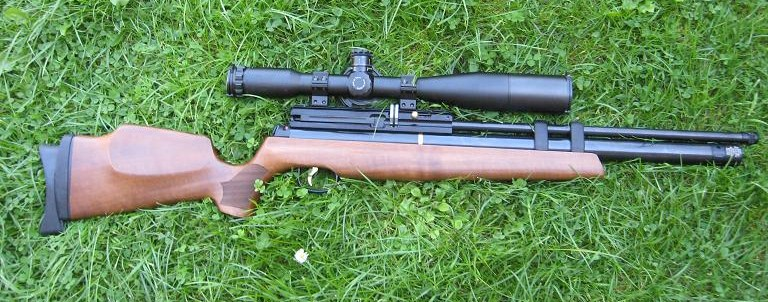
Пневматическое оружие Hatsan AT44

Hatsan Arms Company (рус. Хатсан) — турецкое предприятие, производящее огнестрельное и пневматическое оружие. Экспортирует свою продукцию в более чем 90 стран мира. Девиз компании «Serious. Solid. Impact» (Серьёзный. Твёрдый. Влиятельный).

## Продукция
Одними из изделий компании являются дробовики серии Escort с ружейным патроном 12/76. Они выпускаются во многих вариантах, как с помповым перезаряжанием, так и полуавтоматические. Стволы этих ружей позволяют выдерживать тактические параметры любого патрона типа Magnum. Также производит сменные приклады в зависимости от назначения стрелкового оружия, и различные прицельные приспособления.

## Дополнительные факты
17 октября 2018 года из ружья Hatsan Escort Владиславом Росляковым было совершено массовое убийство в Керченском политехническом колледже.
Из ружья Hatsan Escort 11 мая 2021 года было совершено массовое убийство в гимназии № 175 города Казань учеником ТИСБИ Ильназом Галявиевым.